# Harald IV.

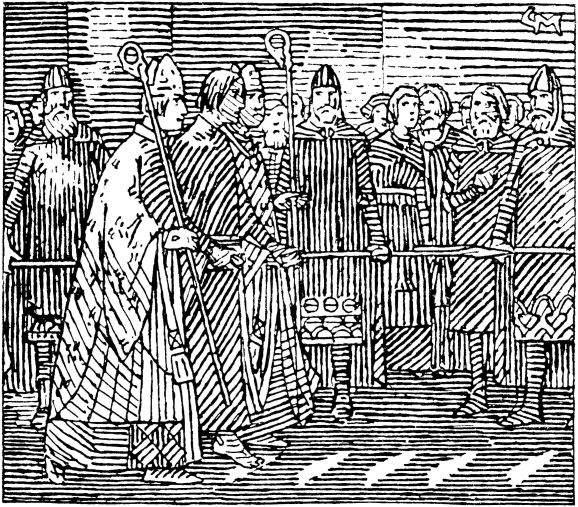
Harald Gilles Eisenprobe

Harald Gille (* um 1103; † 14. Dezember 1136) war von 1130 bis 1136 König in Norwegen. Er kam aus Irland und behauptete, der Sohn von Magnus Berrføt und einer irischen Geliebten zu sein. Er heiratete die schwedische Königstochter Ingrid Ragnvaldsdatter. Mit ihm war gleichzeitig Magnus der Blinde König, den König Sigurd Jórsalafari eigentlich als einzigen König über Norwegen eingesetzt hatte.

## Seine Familie
Er war verheiratet mit Ingrid Ragnvaldsdatter, Enkelin des schwedischen Königs Inge Stenkilsson und hatte mit ihr den Sohn Inge Krogrygg. Mit seiner Nebenfrau Tora Gudmundsdatter hatte er den Sohn Sigurd Munn und mit anderen, nicht bekannten Nebenfrauen die Söhne Øystein und Magnus. Außerdem hatte er die Töchter Margrete, Brigitta und Kristina. Margrete heiratete nach Island den dortigen Jón Hallkjellsson, so dass König Harald auf diese Weise in so gut wie allen isländischen Genealogien auftaucht.

## Harald Gille und Magnus der Blinde
Ursache für den Bürgerkrieg war das Bestreben König Sigurds gewesen, das Mehrkönigtum abzuschaffen und dafür zu sorgen, dass immer nur ein König in Norwegen herrschte. So akzeptierte Sigurd seinen neuen Bruder Harald nach bestandener Eisenprobe (Harald ließ sich barfuß von zwei Bischöfen über sieben (oder neun) glühende Pflugscharen geleiten, und nach drei Tagen zeigte er seine Füße gesund und unbeschädigt vor) nur unter der Bedingung, dass er nicht nach der Königsmacht greife, solange er und Magnus lebten. Das Volk aber akzeptierte diese neue Thronfolgeregelung nicht. Harald hatte aufgrund seines umgänglichen Wesens viele Anhänger im Volk und bei den königlichen Lehnsleuten. Das beruhte auch auf seiner größeren Freigiebigkeit, die ihm die Empfänger von Geschenken verpflichteten. Demgegenüber war Magnus schon zu Sigurds Lebzeiten ausgesprochen unpopulär, galt als geizig und hochmütig. Diese Unzufriedenheit hatte dazu geführt, dass der Lehnsmann Hallkjell Huk Harald, der eigentlich den Beinamen Gilla Christ, den irischen Ausdruck für „Diener Christi“, trug, aus Irland holte.

## Sein Kampf um die Macht
Harald ließ sich 1130 auf einem Thing in Tønsberg zur gleichen Zeit huldigen, als seinem Neffen Magnus in Oslo gehuldigt wurde. Magnus konnte dies auf Grund der Kräfteverhältnisse nicht verhindern und akzeptierte Harald als Mitkönig. Beiden wurde auf dem Øyrathing als Königen gehuldigt. Im Winterlager in Trondheim 1133/1134 kam es zum Streit zwischen beiden Königen, und Magnus entschloss sich, Harald aus dem Reich zu vertreiben. Beide sammelten Streitkräfte um sich und heerten in den Lehnsgebieten des jeweils anderen Königs. 1134 kam es dann zur ersten Bürgerkriegsschlacht im Gebiet von Bohuslän. Die Streitmacht von Magnus war größer, und er trug den Sieg davon. Harald floh nach Dänemark zu dem dortigen König Erik Emune. Auch dieser war in einen Thronstreit verwickelt, indem er den Königsthron von seinem Onkel Nils Svendsson gerade erst erobert hatte. Denn Nils hatte versucht, mit Unterstützung von König Magnus in Norwegen Erik Emune aus dem Wege zu räumen, eine typische Allianzsituation in dieser Zeit. Die Anhänger von Nils waren noch aktiv. So erhielt Harald Unterstützung, um sich wieder nach Norwegen zu begeben, wo er 1135 Magnus in Bergen mit überlegener Stärke angriff und besiegte. Dieser wurde verstümmelt und in das Munkeliv-Kloster Munkholmen bei Trondheim verbracht.

## Sein Tod
1136 trat ein neuer Königsanwärter auf, Sigurd Slembe, der behauptete, ebenfalls einer der Söhne von Magnus Berføtt mit einer Geliebten zu sein. Er überfiel Harald Gille in Bergen am 14. Dezember 1136 und tötete ihn im Bett einer seiner Geliebten.